# Конвенция ООН против коррупции
Конвенция Организации Объединённых Наций против коррупции (англ. United Nations Convention Against Corruption; UNCAC) — международно-правовой документ против коррупции, принятый на пленарном заседании 58-й сессии Генеральной Ассамблеи ООН 31 октября 2003 года и вступивший в силу 14 декабря 2005 года. Конвенция состоит из 8 глав, объединяющих 71 статью. Россия ратифицировала Конвенцию целиком, без каких-либо оговорок, но с рядом заявлений, не влияющих на обязательность всех положений Конвенции для государства.

## Описание
9 декабря 2003 года на Политической конференции высокого уровня в Мериде (Мексика) Конвенция ООН против коррупции была открыта для подписания. День начала работы конференции был объявлен Международным днём борьбы с коррупцией.
В настоящий момент к конвенции присоединились 172 государства. Государства-участники приняли на себя обязательства по внедрению антикоррупционных мер в области законодательства, государственных институтов и правоприменения. Каждое из государств-участников Конвенции призвано в соответствии с принципами честности, ответственности и прозрачности разрабатывать и проводить политику по противодействию и предупреждению коррупции, повышать эффективность работы существующих институтов, антикоррупционных мер, а также развивать сотрудничество по борьбе с коррупцией на международном и региональном уровне.

### Конференция государств-участников Конвенции
С целью повышения эффективности противодействия коррупции и углубления сотрудничества государств-участников Конвенции учреждена специальная постоянно действующая Конференция, секретарское обслуживание которой обеспечивается Генеральным секретарем через Управление ООН по наркотикам и преступности. Генеральный секретарь предоставляет необходимую информацию государствам-участникам, а также обеспечивает координацию на региональном и международном уровне. Конференция проходит каждые два года. 25-29 ноября 2013 года состоялась пятая сессия Конференции государств-участников Конвенции ООН против коррупции. В состав делегатов от России вошли представители Министерства иностранных дел, Министерства экономического развития, Генеральной прокуратуры, Следственного комитета, Счетной палаты, управления экономической безопасностью и противодействию коррупции МВД и Министерства труда. На конференции обсуждались вопросы международного взаимодействия и возврата активов, углубления информационного обмена между государствами-участниками, продвижения механизмов Конвенции в частном секторе и др.
В процессе принятия предварительной программы на следующую сессию Конференции между государствами-участниками возникли разногласия по поводу инициативы швейцарской делегации, направленной на расширение участия гражданского общества в процессе реализации Конвенции. Против её принятия проголосовали Китай, Пакистан, Иран, Венесуэла, Уругвай, Парагвай, Гана, Марокко и Россия. Шестая сессия Конференции государств-участников Конвенции ООН против коррупции прошла с 2 по 6 ноября 2015 года в Санкт-Петербурге.

## Ратификация Конвенции Российской Федерацией
Российская Федерация подписала Конвенцию ООН против коррупции 9 декабря 2003 года, а ратифицировала 8 марта 2006 года (N 40-ФЗ). Федеральный закон о ратификации содержит заявления по отдельным статьям и пунктам, по которым Россия обладает юрисдикцией и обязательностью для исполнения. В этот список не вошли, например: ст.20 «Незаконное обогащение», ст. 26 «Ответственность юридических лиц», ст. 54 «Механизмы изъятия имущества посредством международного сотрудничества в деле конфискации», ст. 57 «Возвращение активов и распоряжение ими». Россия позже ввела административную ответственность юридических лиц за дачу взяток.
По мнению экспертов, одно из требований, которое Россия обязалась выполнять — эффективность и прозрачность работы государственных служащих (ст. 7 Конвенции), не выполняется.

### Статья 20 «Незаконное обогащение»
В российском обществе сложилось не соответствующее действительности мнение о нератификации Россией ст. 20 Конвенции:
Статья 20 («Незаконное обогащение») Конвенции гласит:
«При условии соблюдения своей конституции и основополагающих принципов своей правовой системы каждое Государство-участник рассматривает возможность принятия таких законодательных и других мер, какие могут потребоваться, с тем чтобы признать в качестве уголовно наказуемого деяния, когда оно совершается умышленно, незаконное обогащение, то есть значительное увеличение активов публичного должностного лица, превышающее его законные доходы, которое оно не может разумным образом обосновать».
Статья 65 «Осуществление Конвенции»:
1. Каждое Государство-участник принимает, в соответствии с основополагающими принципами своего внутреннего законодательства, необходимые меры, включая законодательные и административные меры, для обеспечения осуществления своих обязательств согласно настоящей Конвенции.
2. Каждое Государство-участник может принимать более строгие или суровые меры, чем меры, предусмотренные настоящей Конвенцией, для предупреждения коррупции и борьбы с ней.

В декабре 2010 Сергей Павлович Обухов и Александр Дмитриевич Куликов внесли в Госдуму законопроект 474238-5 о ратификации ст. 20 Конвенции ООН о противодействии коррупции. Позже они же и депутаты от КПРФ Рашкин и Останина внесли в Думу ещё один законопроект (600388-5): о назначении уголовного наказания за незаконное обогащение. [значимость факта?]
18 января 2013 года на сайте opentown.org началась кампания сбора подписей в поддержку законопроекта КПРФ о ратификации 20-й статьи Конвенции ООН против коррупции. Народ против незаконного обогащения чиновников![значимость факта?]
Премьер-министр РФ Д. А. Медведев 6 декабря 2013 года на встрече с российскими телеканалами заявил, что Министерство юстиции готовит предложения по ст. 20 Конвенции ООН против коррупции:
«Статья 20 исходит из предположения, что лицо (должностное) предполагается виновным в совершении коррупционного правонарушения и должно само оправдываться, доказывать, что оно не коррупционер. Это вопрос выбора. На это можно пойти. И сейчас, кстати, предложения по статье 20-й Минюстом готовятся. Но мы должны взвесить все „за“ и „против“. „За“ — борьба с коррупцией, это хорошо, пусть объяснят, откуда дворцы, как вы говорите, это нормально для всех. Но есть и аргумент против. Мы же понимаем, что наша правоохранительная система несовершенна. И если речь идёт о том, что сначала лицо предполагается виновным, а потом должно доказать, что оно не совершало этого, это вообще-то выход за основополагающие принципы уголовного права, который у нас сложился».
Помимо вышесказанного, обширные дискуссии ведутся вокруг темы изъятия незаконно нажитого имущества. В российском законодательстве есть пробелы, не позволяющие отнимать у чиновников имущество, приобретённое на незаконно полученные средства. В Федеральном законе от 3 декабря 2012 года (№ 230-ФЗ) «О контроле за соответствием расходов лиц, замещающих государственные должности, и иных лиц их доходам» ст. 17 гласит:
«Генеральный прокурор Российской Федерации или подчинённые ему прокуроры при получении материалов, предусмотренных частью 3 статьи 16 настоящего Федерального закона, в порядке, установленном законодательством о гражданском судопроизводстве, обращаются в суд с заявлением об обращении в доход Российской Федерации земельных участков, других объектов недвижимости, транспортных средств, ценных бумаг, акций (долей участия, паев в уставных (складочных) капиталах организаций), в отношении которых лицом, замещающим (занимающим) одну из должностей, указанных в пункте 1 части 1 статьи 2 настоящего Федерального закона, не представлено сведений, подтверждающих их приобретение на законные доходы».
Однако в Законе «О прокуратуре Российской Федерации» и Гражданском процессуальном кодексе Российской Федерации указанные полномочия по изъятию незаконно нажитого имущества не закреплены. В российском уголовном законодательстве прописаны штрафные санкции и увольнение. С тем чтобы противодействие коррупции было более эффективным, и норма, позволяющая генеральному прокурору или подчинённым ему прокурорам в судебном порядке изымать незаконно нажитое имущество в пользу государства, заработала, 24 сентября 2013 года в Государственную Думу был внесён законопроект «О внесении изменений в статью 22 Федерального закона „О прокуратуре Российской Федерации“ и статью 45 Гражданского процессуального кодекса Российской Федерации».
24 апреля 2017 года фракцией Справедливая Россия был внесен законопроект № 157763-7 «О внесении изменений в Уголовный кодекс Российской Федерации и Уголовно-процессуальный кодекс Российской Федерации в части введения понятия незаконного обогащения и иных мер, направленных на противодействие коррупции». 17 января 2018 года этот законопроект рассматривался Госдумой и по результатам голосования был отклонен.
Законопроект № 486691-6 «О внесении изменений в ст.14 и 140 Уголовно-процессуального кодекса Российской Федерации и другие статьи этого закона (о реализации ст.20 Конвенции ООН против коррупции)» за авторством депутатов Думы Г. А. Зюганова, И. И. Мельникова, В. Ф. Рашкина и других по состоянию на ноябрь 2018 года находится на рассмотрении Думы.

### Проект «20»
25 сентября 2014 года российский политик Алексей Навальный, известный своей оппозиционной деятельностью, объявил о начале общественной кампании за принятие 20-й статьи Конвенции ООН. Он призвал всех желающих проголосовать за законопроект Фонда борьбы с коррупцией. В этом проекте, в соответствии с 20-й статьей Конвенции ООН, предлагается ввести уголовное наказание за «значительное превышение стоимости активов должностного лица над размером законных доходов такого лица». При этом под законными понимаются доходы, указанные в декларации данного госслужащего.
Навальный утверждает, что ратификация 20-й статьи заметно облегчит уголовное преследование высокопоставленных коррупционеров:

Весь наш опыт борьбы с коррупцией говорит о том, что мы, к сожалению, не сможем сейчас доказать, что конкретный чиновник Иванов-Петров […] брали взятки. … Но мы можем доказать, что чиновник, получая какое-то определенное количество денег, жил богаче, чем он получал на самом деле. И это и будет основанием для уголовного преследования.

По мнению Навального, ратификации 20-й статьи препятствуют властные структуры России:

Мы отдаем себе отчет, что, естественно, власти категорически против. Они не могут принять закон против самих себя. По этому закону им придется посадить половину правительства.— Би-Би-Си:«Навальный: Путин воюет, чтобы отвлечь всех от коррупции»

## Гражданский контроль
Ст. 13 Конвенции ООН против коррупции предусматривает осуществление мер по противодействию коррупции не только со стороны государственной власти, но и со стороны общества:
«Каждое Государство-участник принимает надлежащие меры, в пределах своих возможностей и в соответствии с основополагающими принципами своего внутреннего законодательства, для содействия активному участию отдельных лиц и групп за пределами публичного сектора, таких как гражданское общество, неправительственные организации и организации, функционирующие на базе общин, в предупреждении коррупции и борьбе с ней и для углубления понимания обществом факта существования, причин и опасного характера коррупции, а также создаваемых ею угроз…».
Таким образом, гражданский контроль над имплементацией Конвенции играет существенную роль в целях борьбы с коррупцией. Осуществление контроля со стороны гражданского общества возможно при наличии принципов прозрачности, доступа к информации, нетерпимости в отношении коррупции и повышения знаний в обществе о коррупции и борьбы с ней. Так, например, Федеральный закон от 9 февраля 2009 года (N 8-ФЗ) «Об обеспечении доступа к информации о деятельности государственных органов и органов местного самоуправления», Федеральный закон от 3 декабря 2012 года (N 230-ФЗ) «О контроле за соответствием расходов лиц, замещающих государственные должности, и иных лиц их доходам», Федеральный закон от 5 апреля 2013 года (N 44-ФЗ) «О контрактной системе в сфере закупок товаров, работ, услуг для обеспечения государственных и муниципальных нужд» призваны повысить информированность граждан о деятельности органов власти, о доходах и расходах госслужащих, а также прозрачность и подконтрольность обществу всех государственных закупок и заказов. Де-юре принятые государством меры должны были бы повысить вовлеченность общества в противодействие коррупции, а также вовлеченность каждого гражданина в процесс общественного контроля. Однако неэффективное правоприменение, а иногда и его отсутствие мешают усиливать давление гражданского общества на систему коррупции.

## Участие России в других международных договорах по борьбе с коррупцией
Помимо Конвенции ООН против коррупции Российская Федерация участвовала в различных международных и региональных организациях, группах и программах, направленных на борьбу с коррупцией и имплементацию механизмов противодействия ей. Среди них: Конвенция Совета Европы об отмывании, выявлении, изъятии и конфискации доходов от преступной деятельности, Конвенция Совета Европы об уголовной ответственности за коррупцию, Группа государств против коррупции Совета Европы (ГРЕКО), Конвенция ОЭСР по борьбе с подкупом иностранных должностных лиц при осуществлении международных коммерческих сделок, Группа разработки финансовых мер по борьбе с отмыванием денег (ФАТФ), модельные законы «О борьбе с коррупцией» от 3 апреля 1999 года, «Основы законодательства об антикоррупционной политике» от 15 ноября 2003 года, «О противодействии коррупции» (новая редакция) от 25 ноября 2008 года, «О противодействии легализации („отмыванию“) доходов, полученных незаконным путём» от 3 апреля 2008 года, Декларация «Группы восьми» от 16 июля 2006 года «Борьба с коррупцией на высоком уровне».
После начала вторжения России на Украину Российская Федерация была исключена из ГРЕКО в марта 2022 года. В феврале 2023 г. Госдума приняла законопроект Президента России о денонсации Конвенции Совета Европы об уголовной ответственности за коррупцию. Также в феврале 2023 года ФАТФ приостановила членство России в организации.

## Внешние источники
- Доклад Трансперенси Интернешнл — Р и Проектно-учебной лаборатории антикоррупционной политики на тему имплементации Конвенции ООН против коррупции в России
- Резолюция № A/RES/58/4
- Послание Генерального секретаря ООН по случаю открытия конференции в Мериде
- Выступление А. Ю. Мешкова на конференции в Мексике
- Сведения о ратификации Конвенции ООН (англ.)
- Конвенция на сайте UNODC (англ.)
- Барометр мировой коррупции: Данные по России